# Johann Baptist Rudolph Kutschker
Johann Baptist Rudolph Kutschker (né le 11 avril 1810 à Wiese en Silésie autrichienne, et mort le 27 janvier 1881 à Vienne) est un cardinal autrichien  du XIXe siècle.

## Biographie
Kutschker est président de l'institut supérieur pour prêtres et curé du palais de l'empereur. Il est élu archevêque titulaire de Carrhae (de) et évêque auxiliaire de Vienne en 1862. Kutschker est promu archevêque de Vienne en 1876. Le pape Pie IX le crée cardinal lors du consistoire du 22 juin 1877. Kutschker participe au conclave de 1878  (élection de Léon XIII).

## Littérature
- (de) Karl Schwarz, « Johann Baptist Rudolph Kutschker », dans Biographisch-Bibliographisches Kirchenlexikon (BBKL), vol. 4, Herzberg, 1992 (ISBN 3-88309-038-7, lire en ligne), colonnes 840-842
- Franz Loidl, Geschichte des Erzbistums Wien, Wien, Herold,1983  (ISBN 3-7008-0223-4)
- Ernst Tomek, Kirchengeschichte Österreichs, Innbruck, Tyrolia ; Wien, München, 1935-59
- Josef Wodka, Kirche in Österreich. Wegweiser durch ihre Geschichte, Wien, Herder, 1959